# Vidra (Ilfov)
Vidra is een gemeente in het Roemeense district Ilfov en ligt in de regio Muntenië in het zuidoosten van Roemenië. De gemeente telt 7759 inwoners (2005).

## Geografie
De oppervlakte van Vidra bedraagt 69 km², de bevolkingsdichtheid is 112 inwoners per km².
De gemeente bestaat uit de volgende dorpen: Vidra, Crețești, Sintești.

## Politiek
De burgemeester van Vidra is Gabriel Dinica (PNL).

## Geschiedenis
In 1534 werd Vidra officieel erkend.